# Кашин-Оболенский, Михаил Фёдорович
Князь Михаи́л Фёдорович Ка́шин-Оболе́нский († 21 августа 1611) — голова, наместник и воевода, окольничий, боярин. Рюрикович в XXI колене. Единственный сын князя Фёдора Ивановича Кашина-Оболенского.

## Биография
Упомянут на свадьбе князя Владимира Андреевича с княжной Евдокией Романовной Одоевской (1555). Полковой голова в полку боярина Ивана Шереметьева (1575). Воевода в Пронске (1577—1579). Один из воевод на Великих Луках и когда Стефан Батория взял город, то он попал в плен вместе с князем Фёдором Ивановичем Лыковым-Оболенским (1580). Наместник и воевода в Путивле (1584—1585). В виду нашествия крымских царевичей, послан против них и потом находился в Новосиле (1587—1588). Дворянин московский, при поставлении патриархом Иова, приглашён к столу (28 января 1589). В царском походе Фёдора Ивановича против шведов, ездил за окольничего перед Государём в Новгород (1590). Первый воевода в Иван-городе (1591), потом 1-й воевода Сторожевого полка, затем назначен воеводой в Псков (20 июля 1591). При приёме цесарских послов, был на 3-й встрече (1595). В ожидании нападения крымского хана на Москву, предназначался для вылазок (1598).
Воевода в Чернигове (1603—1604), его товарищами и заместителями были князья Гавриил Семёнович Коркодинов и Григорий Петрович Шаховской.
В 1604 году царь Борис Годунов отправил в Брянск русскую армию, стоящую из трёх полков, которая должна была действовать против польско-литовских отрядов Лжедмитрия I. Князь Михаил Фёдорович Кашин назначен 2-м воеводой большого полка (при князе Дмитрии Ивановиче Шуйском). М. Ф. Кашин заместничал с Михаилом Глебовичем Салтыковым, 1-м воеводой сторожевого полка. В походе на Северскую землю 2-й воевода полка правой руки (при князе Д. И. Шуйском). Несмотря на «прелестные» грамоты изменников, он сначала остался верен царю Борису Годунову и участвовал в неудачной для царской армии битве под Трубчевском,
После смерти Бориса Годунова и вступления на престол его сына Фёдора Борисовича князь Михаил Фёдорович 2-й воевода полка правой руки (при боярине князя В. В. Голицыне) в русской рати под Кромами. Но затем князь перешёл на сторону Лжедимитрия I и был им пожалован в окольничие (1605). В 1606 году назначен Лжедмитрием I вторым воеводой большого полка в Новосиле.
В правление царя Василия Шуйского князь Михаил Фёдорович пожалован в бояре и назначен 1-м воеводой в Брянск. В 1607 году вместе со 2-м воеводой Андреем Никитичем Ржевским укрепился в Брянске. При продвижении к Брянску Лжедмитрия II царь Василий Шуйский отправил на помощь брянским воеводам войско под командованием князя Ивана Семёновича Куракина и Василия Фёдоровича Мосальского. Долго стоявший под городом Самозванец не мог преодолеть мужества и стойкости защитников: они нанесли сильное поражение осаждающим и укрепились в Карачеве. Царь Василий Шуйский наградил брянских воевод М. Ф. Кашина и А. Н. Ржевского золотыми. По царскому приглашению воеводы Михаил Фёдорович Кашин и Андрей Никитич Ржевский прибыли из Брянска в Москву, где получили в награду шубу и кубок. Во время аудиенции Андрей Ржевский «бил челом» на Михаила Кашина, заявив царю: «што ему шубу дали хуже князь Михаила Кашина; ево-де, государь, во Брянске лише имя было, а служба де была и промысл мой, холопа твоего; вели, государь, про то сыскать всею ратью. И царь Василей Иванович ему отказал: потому князю Михаилу дана шуба и кубок лутче твоего, что он боярин да перед тобою в отечестве чесной. И Ондрей бил челом: хотя де, государь, он честью и отечеством меня болши, толко де моей службы к тебе, государю, и в осаде промыслу было болши ево; а ево де князь Михаила в осаде ни со шта не было».
Подписался на грамотах бояр к митрополиту Филарету и князю Голицыну, что бы они ехали в Вильно к королю Сигизмунду III и просили его отпустить сына Владислава на московское царство, и на грамоте к Шеину и князю Горчакову, чтобы те сдали Сигизмунду Смоленск (февраль 1611).
Владел поместьями: Константиновское, Нечаявское, Мачехинская и Распутинская в Коломенском уезде (1577). Сигизмунд III пожаловал село Спасское в Дорогобужском уезде (30 октября 1610).
Боярин Михаил Фёдорович Кашин-Оболенский скончался (21 августа 1611 года), приняв перед смертью иночество с именем Мисаил, погребён в Троице-Сергиевой Лавре, о чём свидетельствовала надгробная надпись: «Боярин Михаил Фёдорович, в иноках Михаил, Кашин-Оболенский представился во 119 (1611) году августа в 21 день».

## Семья
Женат на Ефимии Афанасьевне († 09 июля 1611), похоронена рядом с мужем. Над могилой был установлен надгробный камень с надписью: «Княгиня Евфимия Афанасьевна представилась 119 (1611) году июля в 9 день».
От брака имели двух сыновей:
- Иван Михайлович — стольник († 28 мая 1632), погребён в Троице-Сергиевой лавре.
- Дмитрий Михайлович — († 24 сентября 1632), погребён в Троице-Сергиевой лавре, последний представитель князей Кашины-Оболенские.[1]